# Horton (Lancashire)
Horton – wieś i civil parish w Anglii, w Lancashire, w dystrykcie Ribble Valley. W 2001 civil parish liczyła 76 mieszkańców.